# Takeshi Matsuda
Pour les articles homonymes, voir Matsuda.
Takeshi Matsuda (松田 丈志, Matsuda Takeshi), né le 23 juin 1984 à Nobeoka, au Japon, est un nageur japonais spécialiste des épreuves de papillon (200 m) et de nage libre (400, 800 et 1 500 m). Multiple médaillé international, il est l'actuel détenteur du record d'Asie du 200 m papillon.

## Biographie
Dans sa seizième année, Takeshi Matsuda remporte une première médaille aux Championnats du Japon en terminant troisième du 1 500 m nage libre. L'année suivante, il honore sa première sélection en équipe nationale pour un championnat international senior à l'occasion des Championnats pan-pacifiques 2002. Malgré son jeune âge, il atteint trois finales et termine au pied du 200 m papillon, son meilleur résultat.
Takeshi Matsuda dispute sa première compétition internationale en 2004 à l'occasion des Championnats du monde en petit bassin. À Indianapolis aux États-Unis, en plus d'une sixième place avec le relais 4 × 100 mètres quatre nages, il termine sixième et huitième des finales du 400 m nage libre et du 200 m papillon. En 2004, il parvient à se qualifier pour les Jeux olympiques d'été de 2004 organisés à Athènes, où il nage trois épreuves. Éliminé en séries du 1 500 m nage libre et en demi-finales du 200 m papillon, il atteint la finale du 400 m nage libre. Auteur d'un temps de 3 min 48 s 96, il termine huitième et dernier malgré un nouveau record d'Asie.
L'année 2005 est marquée par les Championnats du monde en grand bassin qu'organisent la ville de Montréal. Le nageur japonais y remporte sa première récompense internationale en finissant deuxième du 200 m papillon. En 1 min 55 s 62, il est devancé de six dixièmes de secondes par le Polonais Pawel Korzeniowski. Il confirme cette performance l'année suivante en remportant deux médailles de bronze lors des Championnats pan-pacifiques ainsi que quatre médailles dont un titre aux Jeux asiatiques. Moins à son avantage en 2007, il ne remporte pas de médaille aux Championnats du monde de Melbourne, étant notamment sorti en demi-finales du 200 m papillon. En 2008, ils disputent les Jeux olympiques d'été de 2008, les deuxièmes Jeux de sa carrière. Vainqueur de sa demi-finale du 200 m papillon et deuxième temps global derrière l'Américain Michael Phelps, il remporte la médaille de bronze en finale derrière ce dernier et le Hongrois Laszlo Cseh. L'année suivante, il remporte le même métal durant les Mondiaux tenus à Rome.

## Palmarès

### Jeux olympiques
| Épreuve / Édition    | Athènes 2004                             | Pékin 2008                         | Londres 2012                 | Rio de Janeiro 2016 |
| 400 m nage libre     | 8e 3 min 48 s 96                         | 10e temps des séries 3 min 44 s 99 | -                            | -                   |
| 1 500 m nage libre   | 13e temps des séries 15 min 16 s 42      | 18e temps des séries 15 min 9 s 17 | -                            | -                   |
| 100 m papillon       | -                                        | -                                  | 17e temps des séries 52 s 36 | -                   |
| 200 m papillon       | 14e temps des demi-finales 1 min 58 s 13 | Bronze 1 min 52 s 97               | Bronze 1 min 53 s 21         | -                   |
| 4 x 200 m nage libre | -                                        | -                                  | -                            | Bronze 7 min 3 s 50 |
| 4 × 100 m 4 nages    | -                                        | -                                  | Argent 3 min 31 s 26         | -                   |

### Championnats du monde
| Épreuve / Édition    | Grand bassin                       | Grand bassin                            | Grand bassin                       | Grand bassin         |
| Épreuve / Édition    | Montréal 2005                      | Melbourne 2007                          | Rome 2009                          | Shanghai 2011        |
| 400 m nage libre     | 7e 3 min 48 s 60                   | 13e temps des séries 3 min 49 s 26      | 15e temps des séries 3 min 46 s 95 |                      |
| 1 500 m nage libre   | 9e temps des séries 15 min 13 s 39 | 11e temps des séries 15 min 6 s 28      |                                    |                      |
| 200 m papillon       | Argent 1 min 55 s 62               | 9e temps des demi-finales 1 min 56 s 57 | Bronze 1 min 53 s 32               | Argent 1 min 54 s 01 |
| 4 × 200 m nage libre | 5e 7 min 13 s 60                   | 7e 7 min 17 s 46                        | 4e 7 min 2 s 26                    |                      |

### Championnats pan-pacifiques
- Championnats pan-pacifiques 2006 à Victoria (Canada) :
  -  Médaille de bronze du 1 500 m nage libre.
  -  Médaille de bronze du 200 m papillon.

### Jeux asiatiques
- Jeux asiatiques de 2006 à Doha (Qatar) :
  -  Médaille d'or au titre du relais 4 × 200 m nage libre.
  -  Médaille d'argent du 200 m papillon.
  -  Médaille de bronze du 400 m nage libre.
  -  Médaille de bronze du 1 500 m nage libre.

## Records

### Records personnels
Ce tableau détaille les records personnels de Takeshi Matsuda en grand bassin au 15 août 2009.
| Épreuve            | Temps         | Compétition                | Lieu                 | Date       |
| 400 m nage libre   | 3 min 44 s 99 | Championnats du Japon 2009 | Hamamatsu, Japon     | 01/04/2009 |
| 800 m nage libre   | 7 min 49 s 65 | Championnats du Japon 2009 | Hamamatsu, Japon     | 01/04/2009 |
| 1 500 m nage libre | 15 min 6 s 28 | Championnats du monde 2007 | Melbourne, Australie | 31/03/2007 |
| 200 m papillon     | 1 min 52 s 97 | Jeux olympiques de 2008    | Pékin, Chine         | 13/08/2008 |